# Чарнув (Пясечинський повіт)
Чарнув (пол. Czarnów) — село в Польщі, у гміні Констанцин-Єзьорна Пясечинського повіту Мазовецького воєводства.
Населення — 689 осіб (2011).
У 1975-1998 роках село належало до Варшавського воєводства.

## Демографія
Демографічна структура станом на 31 березня 2011 року:
|          | Загалом | Допрацездатний вік | Працездатний вік | Постпрацездатний вік |
| -------- | ------- | ------------------ | ---------------- | -------------------- |
| Чоловіки | 338     | 74                 | 226              | 38                   |
| Жінки    | 351     | 64                 | 213              | 74                   |
| Разом    | 689     | 138                | 439              | 112                  |